# Rosendals stall

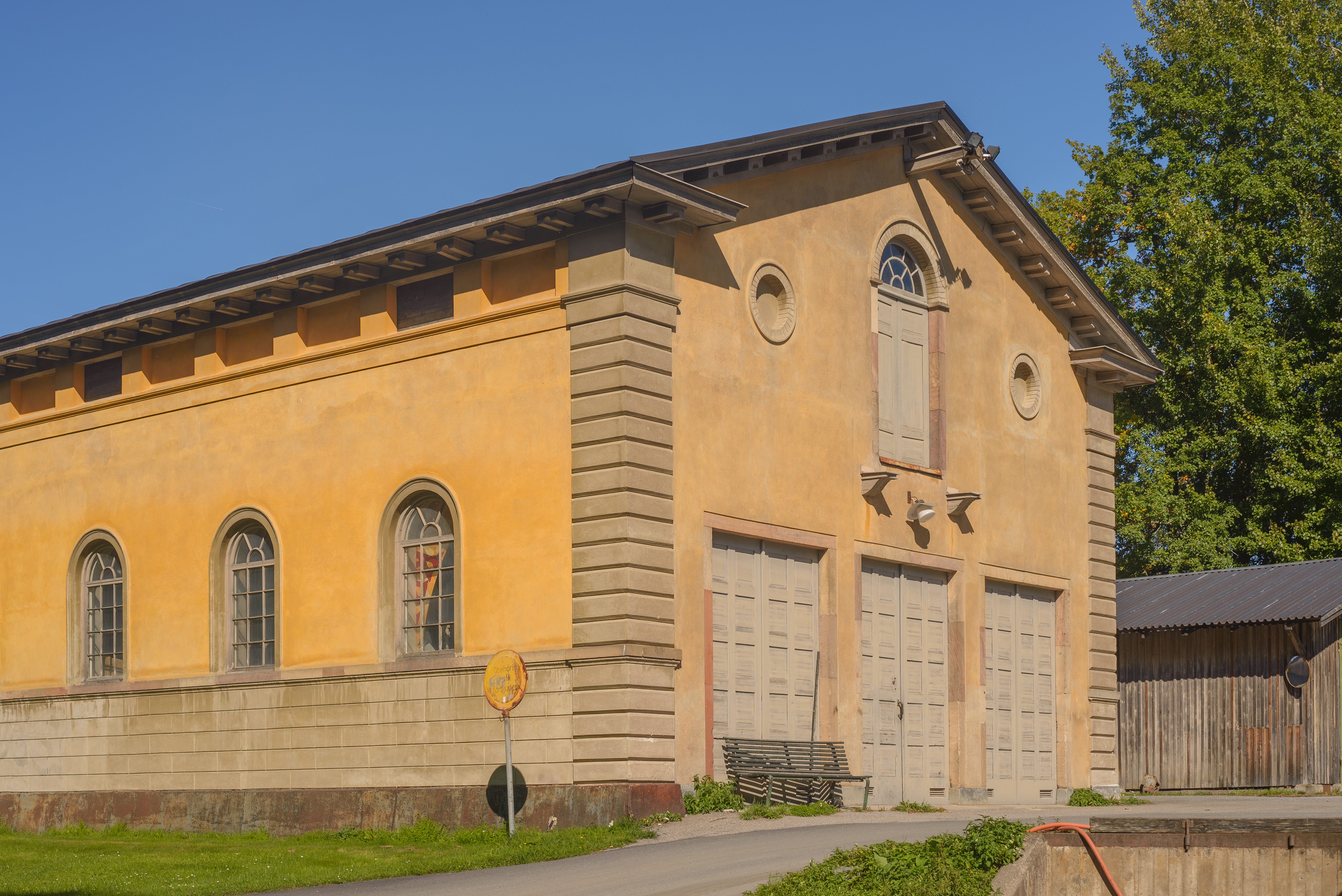
Rosendals stall i september 2013.

Rosendals stall är en kulturhistoriskt värdefull före detta stallbyggnad vid Fredrik Bloms väg 9–15 på Södra Djurgården i Stockholm.

## Historik

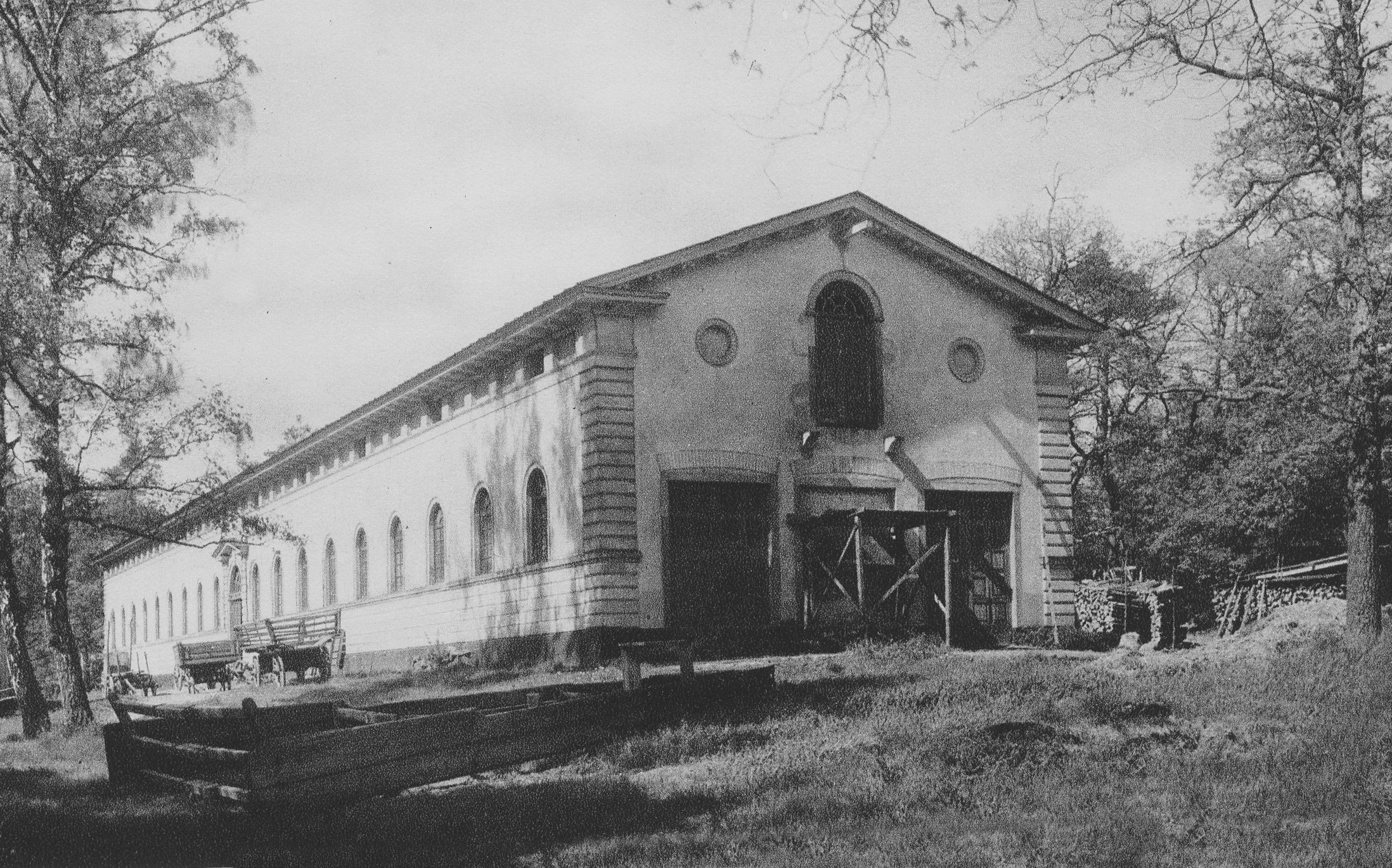
Stallbyggnaden 1930.

Stallet uppfördes på 1830-talet efter ritningar av Fredrik Blom. Byggnaden är belägen strax öster om Rosendals slott, och ingår tillsammans med slottet och flera mindre byggnader i det slottskomplexet som Blom ritade för Karl XIV Johan. En äldre stallbyggnad i korsvirke skall ha legat sydväst om slottet. 
Rosendals stall är en tydlig representant för nyklassicismen. Kännetecknande är bland annat symmetrin med de likformiga, jämnt fördelade fönstren och placeringen av entrédörrarna. De klassiserande arkitekturelementen, hörnkedjorna, sockelns höga rusticering och den släta putsen hör också till det utmärkande. Invändigt finns nästan samtliga krubbor av kolmårdsmarmor kvar utmed väggarna liksom ursprungliga bärande träkolonner.
Stallet är liksom övrig bebyggelse statligt byggnadsminne. Förutom fasaden är också delar av interiören skyddade, både krubborna och träpelarna. Rosendals stall har blivit blåmärkt av Stadsmuseet i Stockholm, vilket innebär "att bebyggelsen bedöms ha synnerligen höga kulturhistoriska värden".
Rosendals stall användes som stall för hovets hästar fram till 1940-talet och byggdes därefter om av Kungliga Djurgårdsförvaltningen för personalrum, förråd och garage för förvaltningens eget behov. Norr om stallbyggnaden kvarstår Stallvillan, stallmästarens före detta boställe som numera är privatbostad.

## Bilder

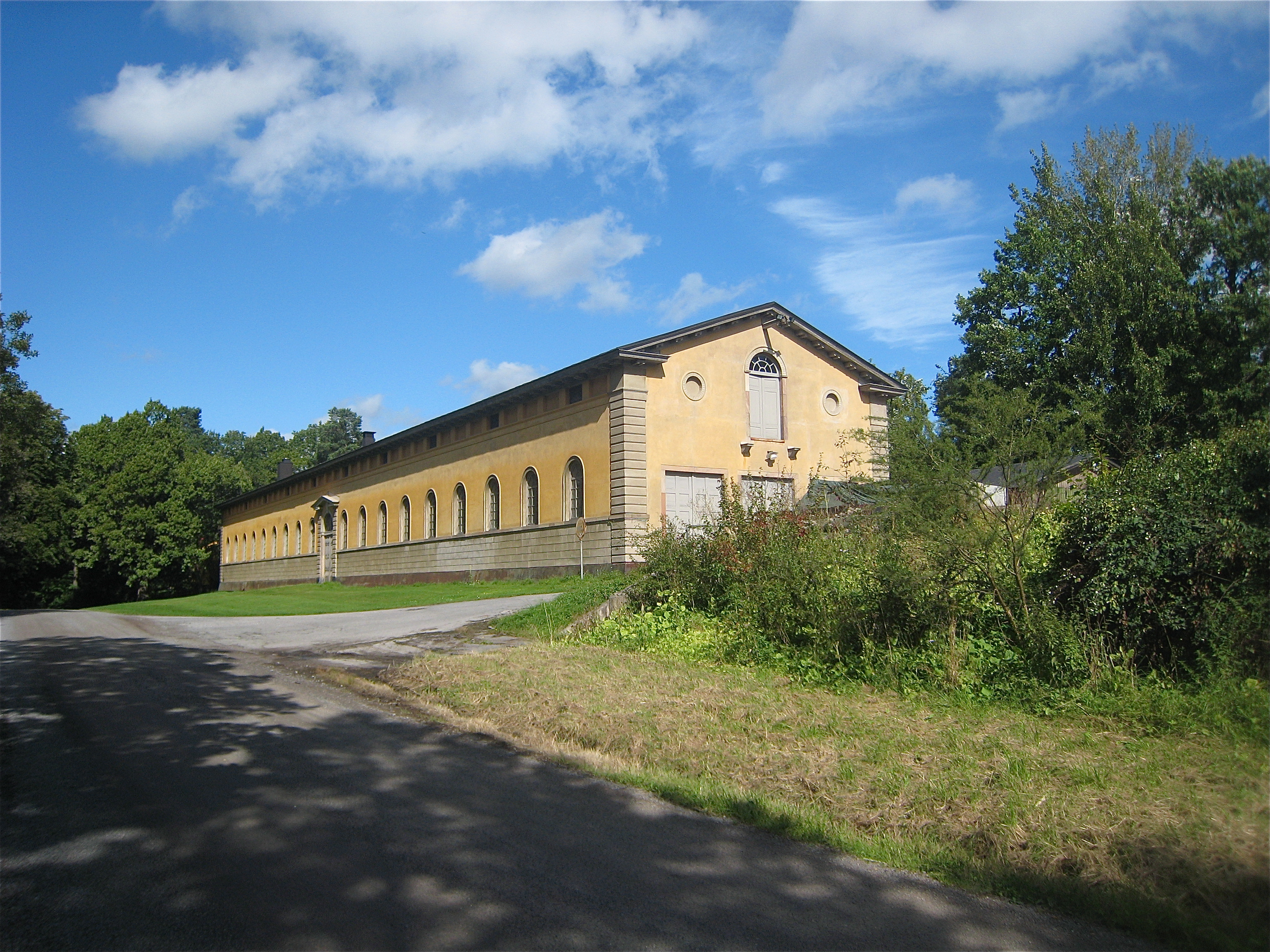
Långfasad mot väster.
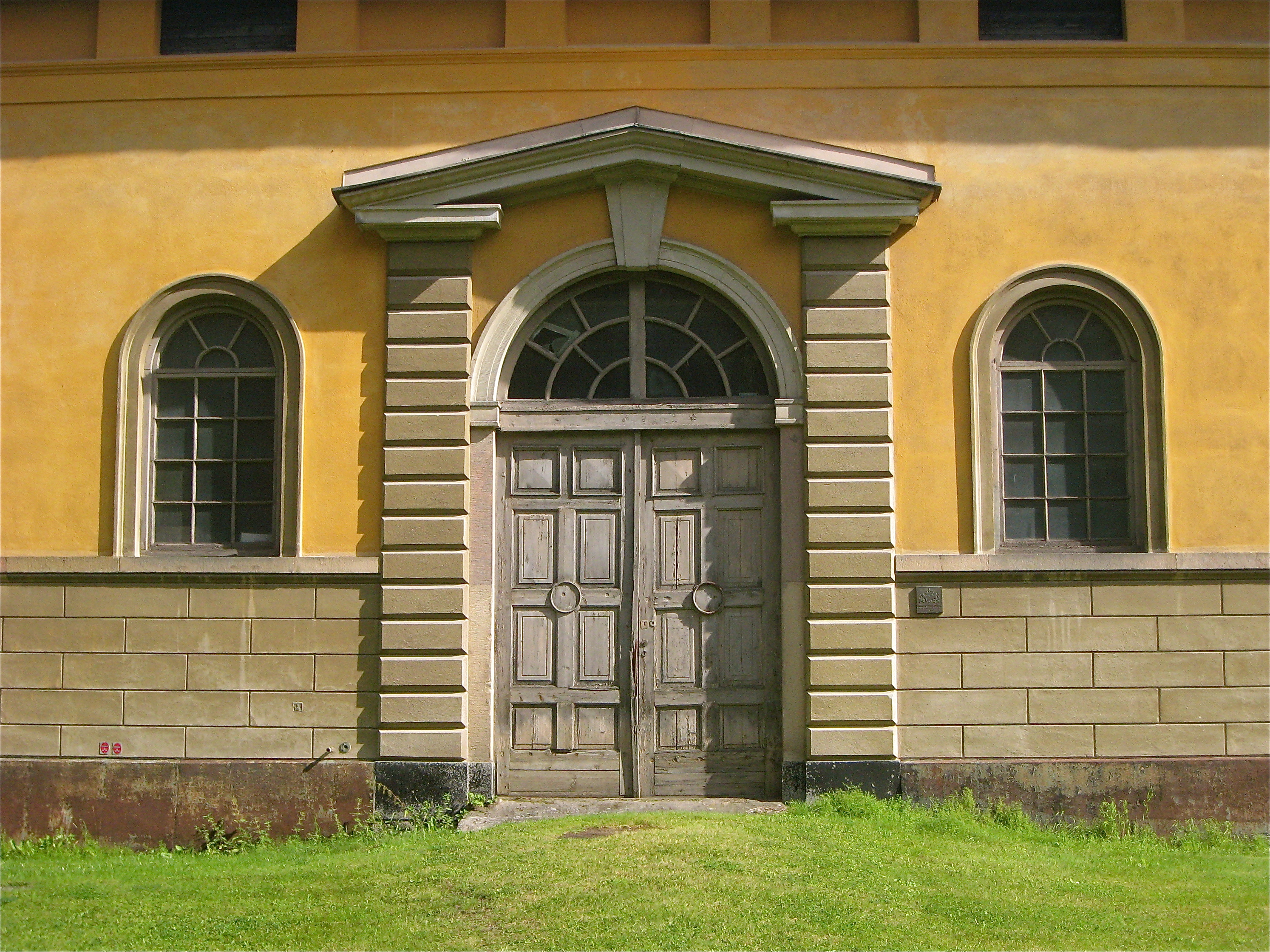
Portal mitt på långfasaden.
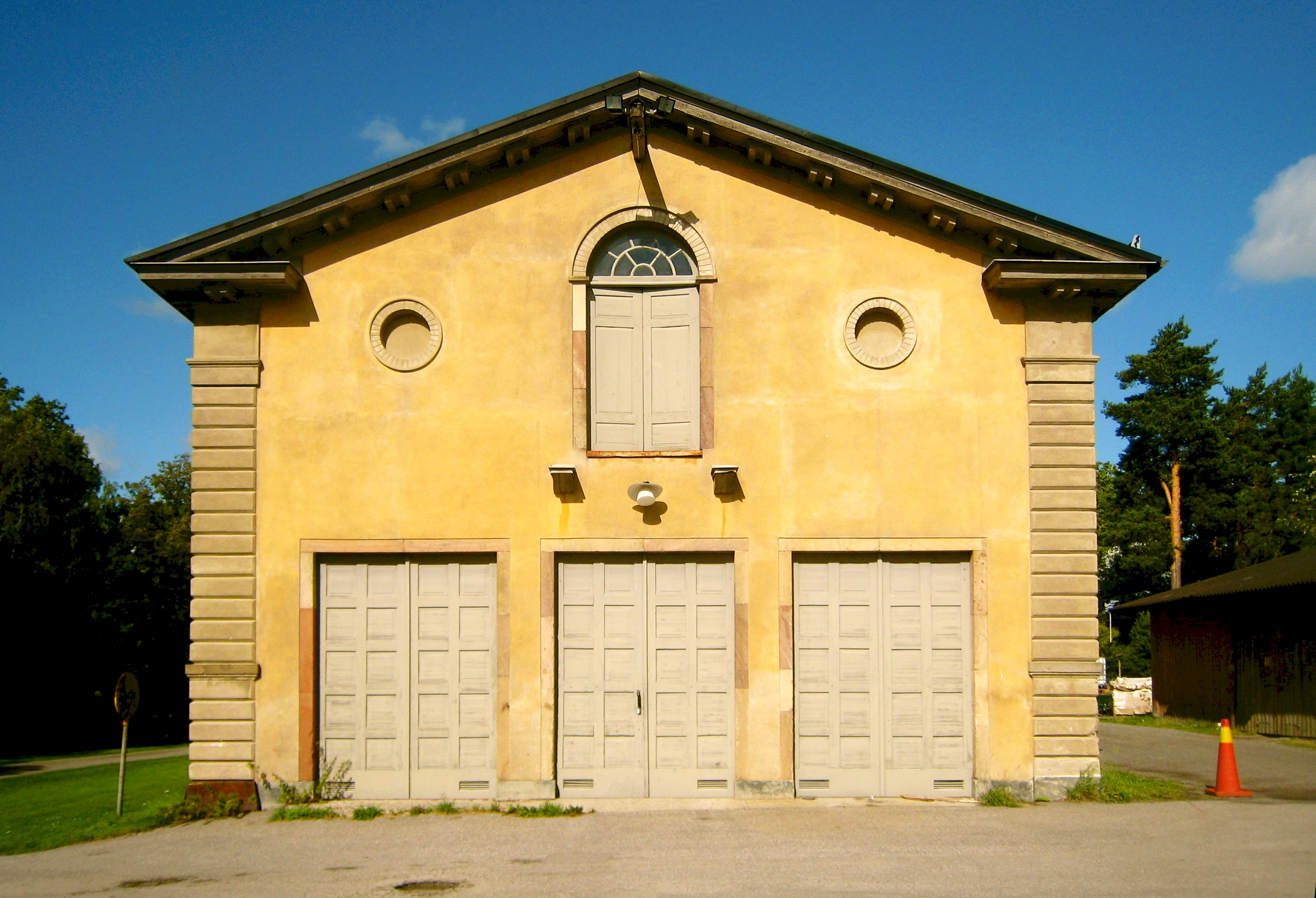
Södra gavel.
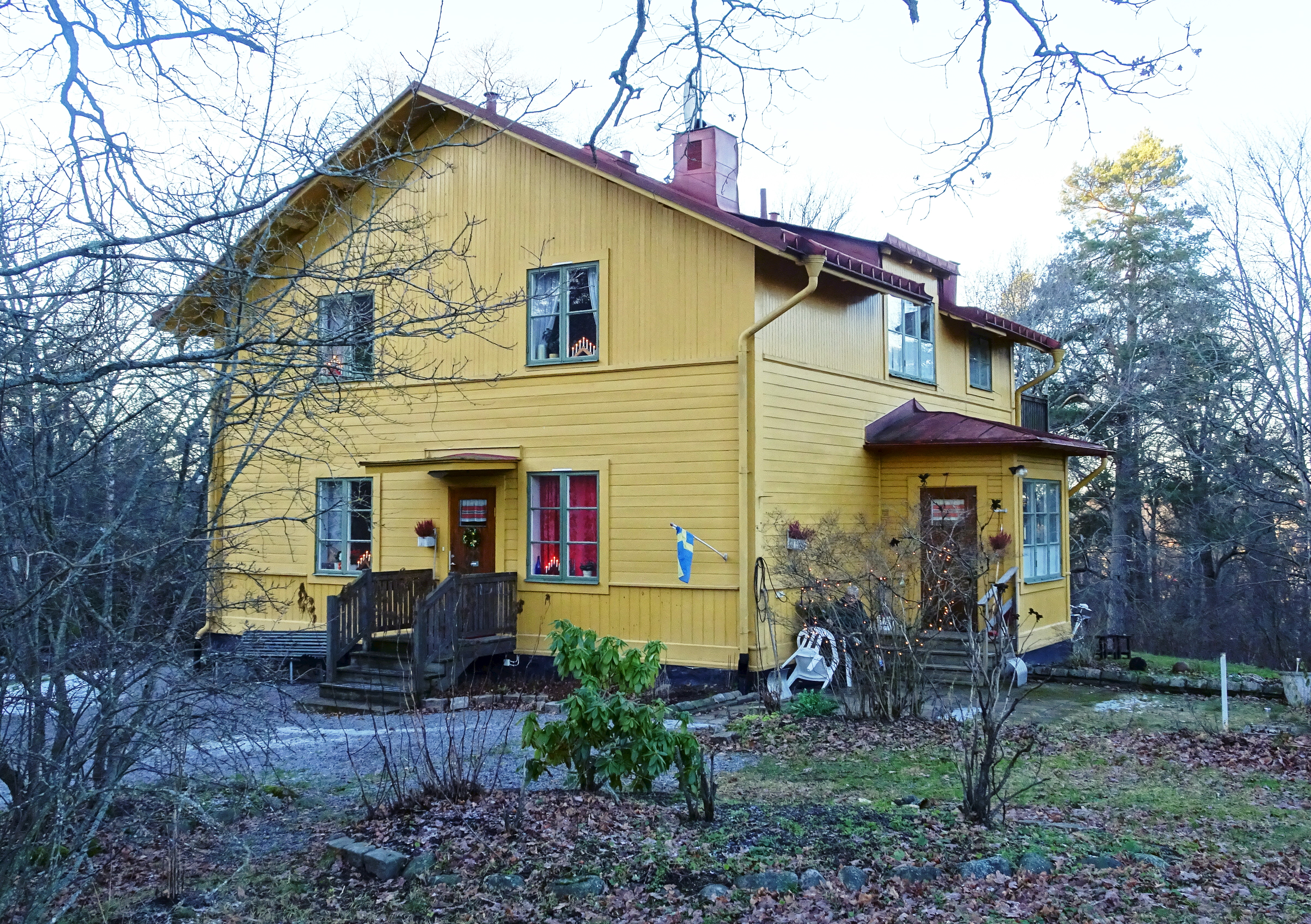
Stallvillan, stallmästarens före detta bostad.